# San Miguelito (Francisco Morazán)
San Miguelito é um município hondurenho do departamento de Francisco Morazán.